# Saperda maculosa
Saperda maculosa är en skalbaggsart som beskrevs av Ménétriès 1832. Saperda maculosa ingår i släktet Saperda och familjen långhorningar.
Artens utbredningsområde är Iran. Inga underarter finns listade i Catalogue of Life.